# NGC 6814
NGC 6814 (również PGC 63545) – galaktyka spiralna z poprzeczką (SBbc), znajdująca się w gwiazdozbiorze Orła. Odkrył ją William Herschel 2 sierpnia 1788 roku. Należy do galaktyk Seyferta.